# デウカリオン (小惑星)
デウカリオン (53311 Deucalion) は、キュビワノ族の太陽系外縁天体である。アメリカ国立光学天文台がキットピークで行った掃天観測によって発見された。
ギリシア神話に登場するプロメーテウスの息子で、妻のピュラーと共にゼウスが起こした大洪水を生き延び、新たな人間たちの祖となったデウカリオーンに因んで名付けられた。